# Voeltzkowia fierinensis
Voeltzkowia fierinensis är en ödleart som beskrevs av  Grandidier 1869. Voeltzkowia fierinensis ingår i släktet Voeltzkowia och familjen skinkar. IUCN kategoriserar arten globalt som livskraftig.
Artens utbredningsområde är Madagaskar. Ödlan förekommer i öns sydvästra delar i låglandet upp till 100 meter över havet. Habitatet utgörs av torra skogar med taggiga växter. Voeltzkowia fierinensis gräver ofta i marken för att gömma sig.
Inga underarter finns listade i Catalogue of Life. Arten listas av Reptile Database i släktet Grandidierina.